# Yesin Ben Mohamadi
Yesin Ben Mohamadi (Den Haag, 12 februari 1996) is een voormalig Nederlands-Marokkaans profvoetballer die als middenvelder bij RKC Waalwijk speelde.

## Carrière
Yesin Ben Mohamadi doorliep de jeugdopleiding van Sparta Rotterdam, maar speelde hier niet in het eerste elftal. Toen Sparta Rotterdam naar de Eredivisie promoveerde vertrok hij transfervrij naar RKC Waalwijk. Hier maakte hij op 9 september 2016 zijn debuut in de met 1-1 gelijkgespeelde uitwedstrijd tegen FC Dordrecht. Nadat zijn contract in 2017 afliep, vertrok hij bij RKC Waalwijk. In de zomer van 2019 sloot hij bij Hoofdklasser GVV Unitas aan.

### Statistieken
| Seizoen                       | Club             | Land           | Competitie     | Competitie | Competitie | Beker | Beker | Totaal | Totaal |
| Seizoen                       | Club             | Land           | Competitie     | Wed.       | Dlp.       | Wed.  | Dlp.  | Wed.   | Dlp.   |
| ----------------------------- | ---------------- | -------------- | -------------- | ---------- | ---------- | ----- | ----- | ------ | ------ |
| 2015/16                       | Sparta Rotterdam | Nederland      | Eerste divisie | 0          | 0          | 0     | 0     | 0      | 0      |
| 2016/17                       | RKC Waalwijk     | Nederland      | Eerste divisie | 8          | 0          | 0     | 0     | 8      | 0      |
| Carrièretotaal                | Carrièretotaal   | Carrièretotaal | Carrièretotaal | 8          | 0          | 0     | 0     | 8      | 0      |
| Bijgewerkt op 3 februari 2019 |                  |                |                |            |            |       |       |        |        |